# 小口粗皮陶鯰
小口粗皮陶鯰，為輻鰭魚綱鯰形目鼬鯰科的其中一種，為熱帶淡水魚，分布於南美洲亞馬遜河、埃塞奎博河及奧里諾科河流域，體長可達5.9公分，棲息在底層水域，生活習性不明。

## 扩展阅读
維基物種上的相關：小口粗皮陶鯰